# Гаврилов, Александр Павлович
Александр Павлович Гаврилов (1866 — после 1933) — пермский купец 2-й гильдии, меценат.

## Биография
Учился в пермском Алексеевском реальном училище, не завершил обучение, так как ему пришлось включиться в торговое дело родителей. После смерти отца владел торговым домом «П. Г. Гаврилов с сыновьями».
В 1899 году был избран купеческим обществом членом комитета по промысловому налогу, который определял налоги с торгующих граждан. Занимал эту выборную должность на протяжении 16 лет.
В 1900 году в компании с купцом А. Н. Бобровым учредил «Санкт-Петербургский магазин», где продавались дорожные вещи и обувь.
В 1900 году был избран членом попечительского совета вновь создаваемой торговой школы. Школа открылась через год, ныне в этом здании расположена гимназия N17. С момента основания школы в течение 15 лет осуществлял ее финансовую поддержку. На деньги А. П. Гаврилова в школе были оборудованы кабинеты химии и физики. Позднее он стал председателем попечительского совета торговой школы.
Благодаря материальной поддержке купца Н. В. Мешкова, А. П. Гаврилову удалось открыть первое в губернии восьмиклассное коммерческое училище. Это стало значительным для города событием. За такую деятельность в сфере народного образования ему было пожаловано звание потомственного почетного гражданина.
Был казначеем Рождество-Богородицкого попечительства и Пермского научно-промышленного музея.
В 1912 году по инициативе Гаврилова в Перми был открыт Купеческий банк.
В 1917 году вступил в партию кадетов. С мая 1919 г. — член Пермского губернского комитета земского союза, с июня — товарищ председателя Пермской торгово-промышленной палаты. Покинул Пермь с отступавшими белыми войсками и обосновался в Иркутске. С апреля по октябрь 1920 года — старший счетовод Иркутского губернского продовольственного комитета, с ноября 1920 года — счетовод финансового отдела управления санчасти Народной армии ДВР. Затем начальник коммерческого отдела Военно-промышленного комитета Реввоенсовета ДВР. В ноябре 1922 года вернулся в Пермь. С апреля 1923 по январь 1930 — заместитель председателя Пермского общества взаимного кредита. В мае — сентябре 1932 года работал на базе Союзтабакторга. С 1928 года действительный член Пермского общества краеведения. Лишен избирательных прав, просьбы о восстановлении в правах удовлетворены не были.

## Семья
Отец- Павел Гаврилович, купец 2-й гильдии, проживал по улице Торговой, 46. В собственном доме держал магазин готового платья и мастерские по раскройке и шитью одежды. Он и его жена Анисья Дмитриевна в течение ряда лет были членами дамского попечительства о бедных, жертвовали деньги на содержание детей-сирот, строительство учреждений для бедных. В 1897 году был зарегистрирован торговый дом «П. Г. Гаврилов с сыновьями».
Брат отца — Гаврилов, Андрей Гаврилович.